# 亨利·兰格
亨利·兰格（羅馬尼亞語：Henri Rang，1902年6月8日—1946年12月25日），罗马尼亚男子马术运动员。他曾代表罗马尼亚参加1936年夏季奥林匹克运动会马术比赛，获得个人场地障碍赛银牌。